# Erfelden
Erfelden (im lokalen Dialekt Erwelle) ist ein Stadtteil von Riedstadt im südhessischen Kreis Groß-Gerau.

## Geographie

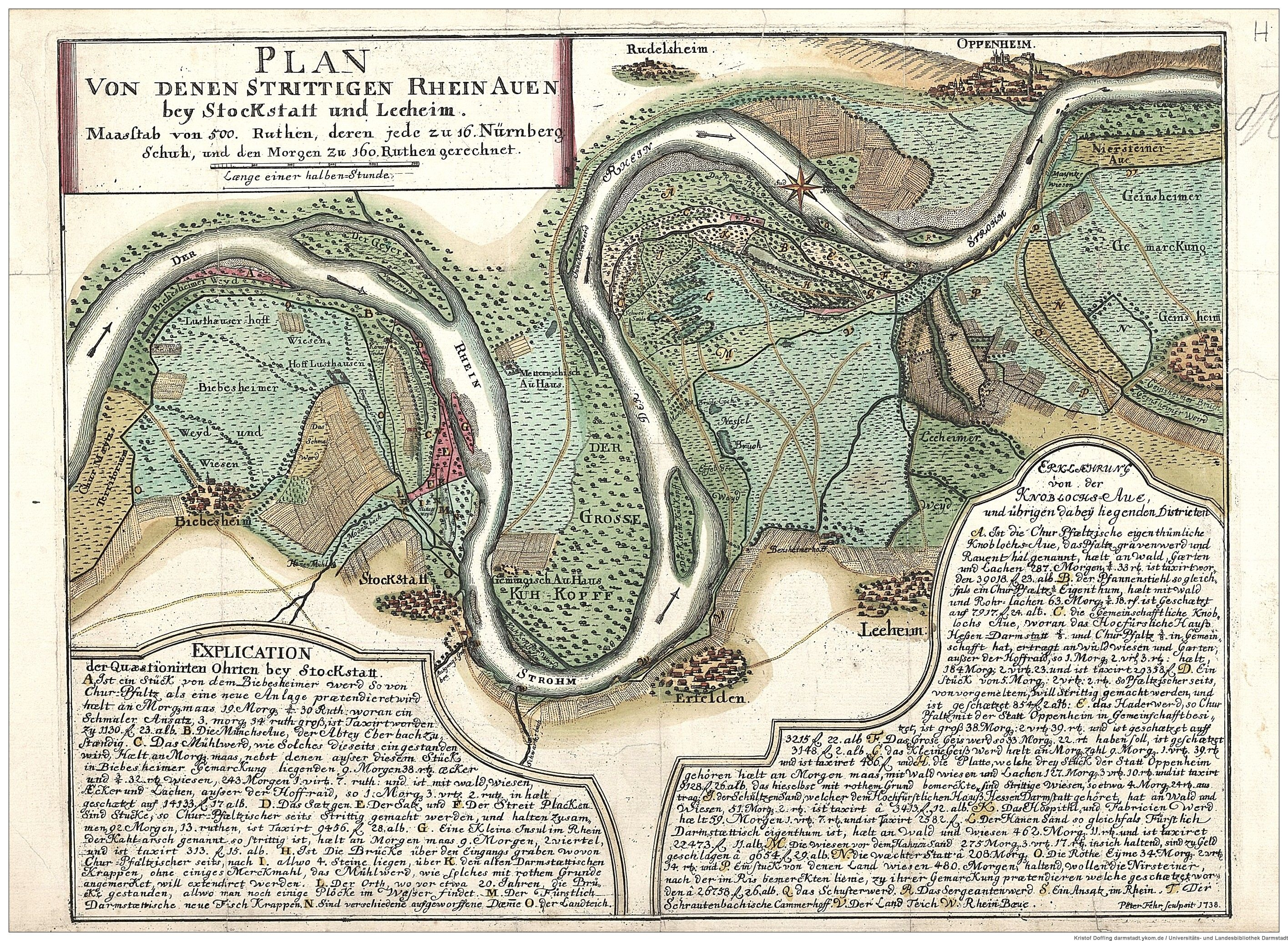
Erfelden auf einer Karte von 1738

Im Norden grenzt Erfelden an Leeheim, im Osten an Goddelau (beides Stadtteile von Riedstadt), im Süden an die Gemeinde Stockstadt am Rhein (Kreis Groß-Gerau) und im Westen an das Naturschutzgebiet Kühkopf, dem größten hessischen Naturschutzgebiet und Europareservat. Erfelden gilt wegen der Brücke (Martin-Roth-Brücke) über den Stockstadt-Erfelder Altrhein als „Tor zum Kühkopf“.
In der Nähe von Erfelden lagen die Wüstungen Elmersbach und Popfenheim, die schon im Mittelalter verschwanden und wahrscheinlich Rheinhochwassern zum Opfer fielen.

## Geschichte

### Ortsgeschichte
Im 11. Jahrhundert gehörte Erfelden den Herren von Wolfskehlen, später sowohl den Grafen von Katzenelnbogen als auch den Herren von Wolfskehlen. 1441 verkauften die Herren von Wolfskehlen ihren Anteil an den Grafen Johann IV. von Katzenelnbogen. In der Verwaltungsstruktur der Grafschaft Katzenelnbogen gehörte Erfelden zum Amt Dornberg. 1479 starb das Grafenhaus von Katzenelnbogen im Mannesstamm aus, und Katzenelnbogen fiel an die Landgrafschaft Hessen.
Bei der Teilung der Landgrafschaft Hessen unter den Erben Philipp des Großmütigen 1567 gelangte Erfelden an die Landgrafschaft Hessen-Darmstadt. Noch deren erster Regent, Georg I., veranlasste, dass die von seinem Kanzler, Johann Kleinschmidt, zusammengestellte Sammlung Landrecht der Obergrafschaft Katzenelnbogen dort rechtsverbindlich wurde. Sie galt in Erfelden als Partikularrecht, subsidiär ergänzt durch das Gemeine Recht, bis ans Ende des 19. Jahrhunderts. Erst das Bürgerliche Gesetzbuch, das einheitlich im ganzen Deutschen Reich galt, setzte zum 1. Januar 1900 das alte Partikularrecht außer Kraft.
Die Statistisch-topographisch-historische Beschreibung des Großherzogthums Hessen berichtet 1829 über Erfelden:

„Erfelden (L. Bez. Dornberg) luth. Filialdorf; liegt am Rhein 1 1⁄2 St. von Dornberg, und hat 81 Häuser und 673 Einw., die bis auf 13 Kath., 2 Reform. und 25 Juden lutherisch sind. In der Nähe stehet die Schwedensäule. (S. d. Art.) Der Ort hieß früher Erifeld oder Erifeldum. Er hatte eine eigene Kapelle, die nach Aufhebung der Pfarrei Hofheim dem Pfarrer in Goddlau überwiesen wurde. Nicht weit von Erfelden lagen die Orte Elmersbach und Popfenheim. Der erstere Ort ist schon in den ältesten Zeiten, der andere erst im 15. Jahrhundert vom Rhein verschlungen worden. Die Einwohner des letzteren zogen nach Erfelden. Hier besaß Ulrich von Bickenbach Güterstücke, die derselbe 1317 dem Ritter Wiegand von Dienheim verkaufte. Auch die Erbacher hatten hier eine Hube, womit 1400 Henne von Zwingenberg belehnt war. Im Jahr 1401 belehnte Graf Diether VI. von Katzenellenbogen den Johann von Wolfskehlen mit diesem Dorfe, und 1441 verkauften die Herrn von Wolfskehlen ihre zwei Theile von diesem Dorfe an den Grafen Johann III. von Katzenellenbogen. In Erfelden war der schwedische König Gustav Adolph 1631 eingekehrt, als er über den Rhein ging. Im Jahr 1689 wurde das Dorf von den Franzosen angesteckt und zum Theil in Asche gelegt.“

### Verwaltung und Gerichte

#### Amts-System vor 1821
In der frühen Neuzeit waren auf unterster Ebene die Funktionen von Verwaltung und Rechtsprechung im „Amt“ vereinigt, so auch im Amt Dornberg, das bis 1821 bestand.
1806 wurde die Landgrafschaft Hessen-Darmstadt von Napoleon zum Großherzogtum Hessen erhoben. Erfelden lag in der Provinz Starkenburg. Im Zuge der Verwaltungsreform von 1821 wurden die alten Ämter aufgelöst, für die Verwaltungsaufgaben auf der unteren Ebene wurden Landratsbezirke und für die erstinstanzliche Rechtsprechung Landgerichte eingerichtet.

#### Verwaltung nach 1821
Für die übergeordnete Verwaltung in Erfelden war nun der Landratsbezirk Dornberg zuständig. 1832 wurden die Verwaltungseinheiten im Großherzogtum weiter vergrößert und Kreise geschaffen. Dadurch gelangte Erfelden in den Kreis Groß-Gerau. Die Provinzen, die Kreise und die Landratsbezirke des Großherzogtums wurden am 31. Juli 1848 abgeschafft und durch Regierungsbezirke ersetzt, was jedoch bereits am 12. Mai 1852 wieder rückgängig gemacht wurde. Dadurch gehörte Erfelden von 1848 bis 1852 zum Regierungsbezirk Darmstadt, bevor wieder der Kreis Groß-Gerau für die übergeordnete Verwaltung zuständig war. Dort verblieb der Ort durch alle weiteren Verwaltungsreformen bis heute.
Im Zuge der Gebietsreform in Hessen erfolgte am 1. Januar 1977 kraft Landesgesetz der Zusammenschluss mit den Nachbargemeinden Crumstadt, Goddelau-Wolfskehlen und Leeheim zur neuen Gemeinde Riedstadt. Seitdem ist Goddelau größter Ortsteil und Sitz der Verwaltung von Riedstadt. Ortsbezirke nach der Hessischen Gemeindeordnung wurden nicht errichtet.

#### Gerichtsreformen
In der Landgrafschaft Hessen-Darmstadt wurde mit Ausführungsverordnung vom 9. Dezember 1803 das Gerichtswesen der beiden oberen Instanzen neu organisiert. Die Ämter blieben die erste Instanz der Rechtsprechung in Zivilsachen. Für das Fürstentum Starkenburg wurde das „Hofgericht Darmstadt“ als Gericht der zweiten Instanz für Zivilsachen eingerichtet. Zuständig war es erstinstanzlich auch für standesherrliche Familienrechtssachen und Strafsachen. Ihm übergeordnet war das Oberappellationsgericht Darmstadt.
Mit der Verwaltungsreform von 1821 wurden im Großherzogtum Hessen auch auf unterster Ebene Gerichte geschaffen, die von der Verwaltung unabhängig waren. Für Erfelden war nun das Landgericht Großgerau örtlich zuständig. Es wurde mit der Reichsjustizreform und Wirkung vom 1. Oktober 1879 vom Amtsgericht Groß-Gerau ersetzt.

### Verwaltungsgeschichte im Überblick
Die folgende Liste zeigt die Staaten und Verwaltungseinheiten, denen Erfelden angehört(e)::
- 11. Jahrhundert: Heiliges Römisches Reich, Herren von Wolfskehlen
- vor 1441: Heiliges Römisches Reich, anteilig: Herren von Wolfskehlen und Grafen von Katzenelnbogen
- ab 1441: Heiliges Römisches Reich, Grafschaft Katzenelnbogen, Obergrafschaft Katzenelnbogen, Amt Dornberg
- ab 1479: Heiliges Römisches Reich, Landgrafschaft Hessen (durch Erbfall), Obergrafschaft Katzenelnbogen, Amt Dornberg
- ab 1567: Heiliges Römisches Reich, Landgrafschaft Hessen-Darmstadt, Obergrafschaft Katzenelnbogen, Amt Dornberg
- ab 1803: Heiliges Römisches Reich, Landgrafschaft Hessen-Darmstadt, Fürstentum Starkenburg, Amt Dornberg
- ab 1806: Großherzogtum Hessen,[Anm. 2] Fürstentum Starkenburg, Amt Dornberg[10]
- ab 1815: Großherzogtum Hessen[Anm. 3], Provinz Starkenburg, Amt Dornberg
- ab 1821: Großherzogtum Hessen, Provinz Starkenburg, Landratsbezirk Dornberg[Anm. 4]
- ab 1832: Großherzogtum Hessen, Provinz Starkenburg, Kreis Groß-Gerau
- ab 1848: Großherzogtum Hessen, Regierungsbezirk Darmstadt
- ab 1852: Großherzogtum Hessen, Provinz Starkenburg, Kreis Groß-Gerau
- ab 1871: Deutsches Reich, Großherzogtum Hessen, Provinz Starkenburg, Kreis Groß-Gerau
- ab 1918: Deutsches Reich (Weimarer Republik), Volksstaat Hessen, Provinz Starkenburg, Kreis Groß-Gerau
- ab 1938: Deutsches Reich, Volksstaat Hessen, Landkreis Groß-Gerau[11][Anm. 5]
- ab 1945: Amerikanische Besatzungszone,[Anm. 6] Groß-Hessen, Regierungsbezirk Darmstadt, Landkreis Groß-Gerau
- ab 1946: Amerikanische Besatzungszone, Land Hessen, Regierungsbezirk Darmstadt, Landkreis Groß-Gerau
- ab 1949: Bundesrepublik Deutschland, Land Hessen, Regierungsbezirk Darmstadt, Landkreis Groß-Gerau
- ab 1977: Bundesrepublik Deutschland, Land Hessen, Regierungsbezirk Darmstadt, Landkreis Groß-Gerau, Gemeinde Riedstadt[Anm. 7]

## Ereignisgeschichte

### Mittelalter
Der älteste erhaltene schriftliche Hinweis auf Erfelden stammt von 779 n. Chr. und steht im Lorscher Codex. Anlass war die Stiftung eines Rutfrid und seiner Gattin Ruotbirn über deren gesamten Besitz in „Erifeldun“ an die Abtei Lorsch.
Übersicht über die historischen Ortsnamen
| 778/79 | Herifelder            | 927–956 | Erifeldon       | 1313  | Ernelden   |
| 779    | Erifeldon & Erifeldun | 1002    | Herifeldon      | 1314  | Erbenelden |
| 782    | Erifelt               | 1184    | Villa Erefeldon | 1330  | Erefelden  |
| 791    | Erifeld               | 1252    | Urfelt          | 1358  | Ervelden   |
| 801    | Erifelt               | 1255    | Erinuelden      | 1493  | Erfelden   |
| 1563   | Ehrfelden             | 1601    | Eruellen        | heute | Erfelden   |

Umgangssprachlich wird Erfelden auch als „Erwelle“ bezeichnet.
782 wird, ebenfalls im Besitz des Klosters Lorsch, in einer Urkunde eine villa Bousinesheim erwähnt, der Bensheimer Hof, und 865 eine „villa Camba“, der Kammerhof. Hier wurde 1024 der deutsche König Konrad II. gewählt.
1252 werden der „Hohle Galgen“ oder auch die „Erfelder Cent“ als Gerichts- und Hinrichtungsstätte erstmals erwähnt.
1408 weist das Dorf Erfelden 28 Steuerzahler auf.
Am 14. Mai 1433 wurde mit dem Grafen von Katzenelnbogen ein Abkommen über den Ausbau eines Landdeiches geschlossen. Neben Erfelden und Poppenheim sind auch weitere Dörfer und Höfe einbezogen.
1461 wurde Erfelden Hauptzentort und Gerichtssitz.

### Frühe Neuzeit

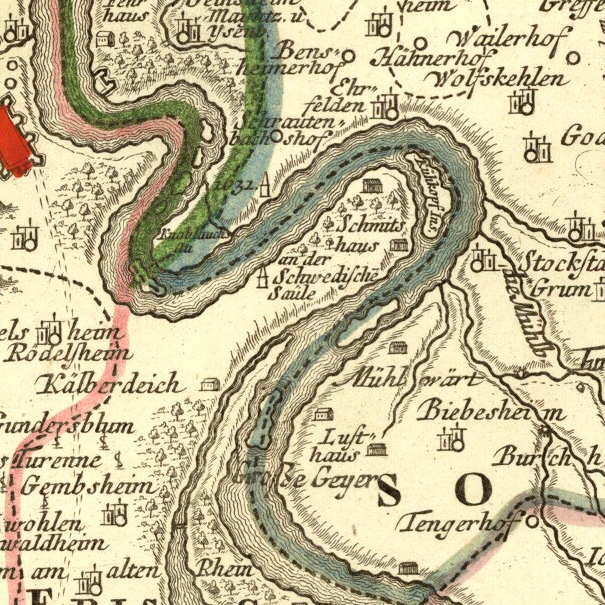
Erfelden, die Schwedensäule und Rheinschleifen auf einer Karte aus dem Jahr 1762

1553 ist Erfelden lutherisch. Die Reformation wurde unter Landgraf Philipp dem Großmütigen neun Jahre zuvor eingeleitet.
1578 erließ Landgraf Georg I. (der Fromme) eine neue Dammordnung für Bau, Verbesserung und Unterhaltung der Schutzwerke gegen Hochwasser. 1595 brach der Damm bei Hochwasser aber erneut.
Im Dreißigjährigen Krieg (1618–1648) zogen am 14. September 1620 spanische Truppen unter Führung von Ambrosio Spinola in Oppenheim ein. Zwar fiel 1622 Ernst von Mansfelds in der Region ein und richtet im Ried große Schäden an, aber die spanische Besetzung konnte er nicht brechen. 1631 besetzte der schwedische König Gustav II. Adolf von Schweden die Rieddörfer, setzte am 8. Dezember 1631 im Hahnensand (Auwald) über den Rhein und besiegte die von Oppenheim herannahende spanische Reiterei vernichtend. Die Schwedensäule erinnert an das Ereignis. König Gustav Adolf übernachtete zweimal im Bürgermeisterhaus während seine Truppen hier den Rhein querten.
Noch mehrfach litten die Einwohner in der zweiten Hälfte des 17. und im ganzen 18. Jahrhundert unter Kriegen und Truppendurchzügen. 1744 kam es bei Erfelden zu einem Gefecht zwischen Franzosen und Reichstruppen, wobei der Husarengeneral Johann Daniel von Menzel fiel.
Ständige Gefahr drohte durch den über seine Ufer tretenden Rhein. Zwar schlug der Hessen-Darmstädtische Ingenieur Karge bereits im Frühjahr 1741 nach verheerenden Hochwassern vor, den Rhein an der damaligen Insel Geyer mit einem Durchstich zu begradigen. Der Überschwemmungsgefahr Herr wurde aber erst 1828/1829 die Begradigung unter Leitung von Claus Kröncke.
1797 wurde der Erfelder Pegel errichtet. Die täglichen Aufzeichnungen reichen bis zum 1. Juli 1797 zurück. Dieser „Urpegel“ ist der älteste zwischen Mannheim und Bingen und diente als Vorbild für weitere Pegel.
1754 wurde die Erfelder Kirche um eine Sakristei erweitert und erneuert.
1772–80 leisten die Bauern Erfeldens und der Umgebung Widerstand gegen die „Fürstliche Landkommission“, die die Stallfütterung einführen wollte.

### Neuzeit

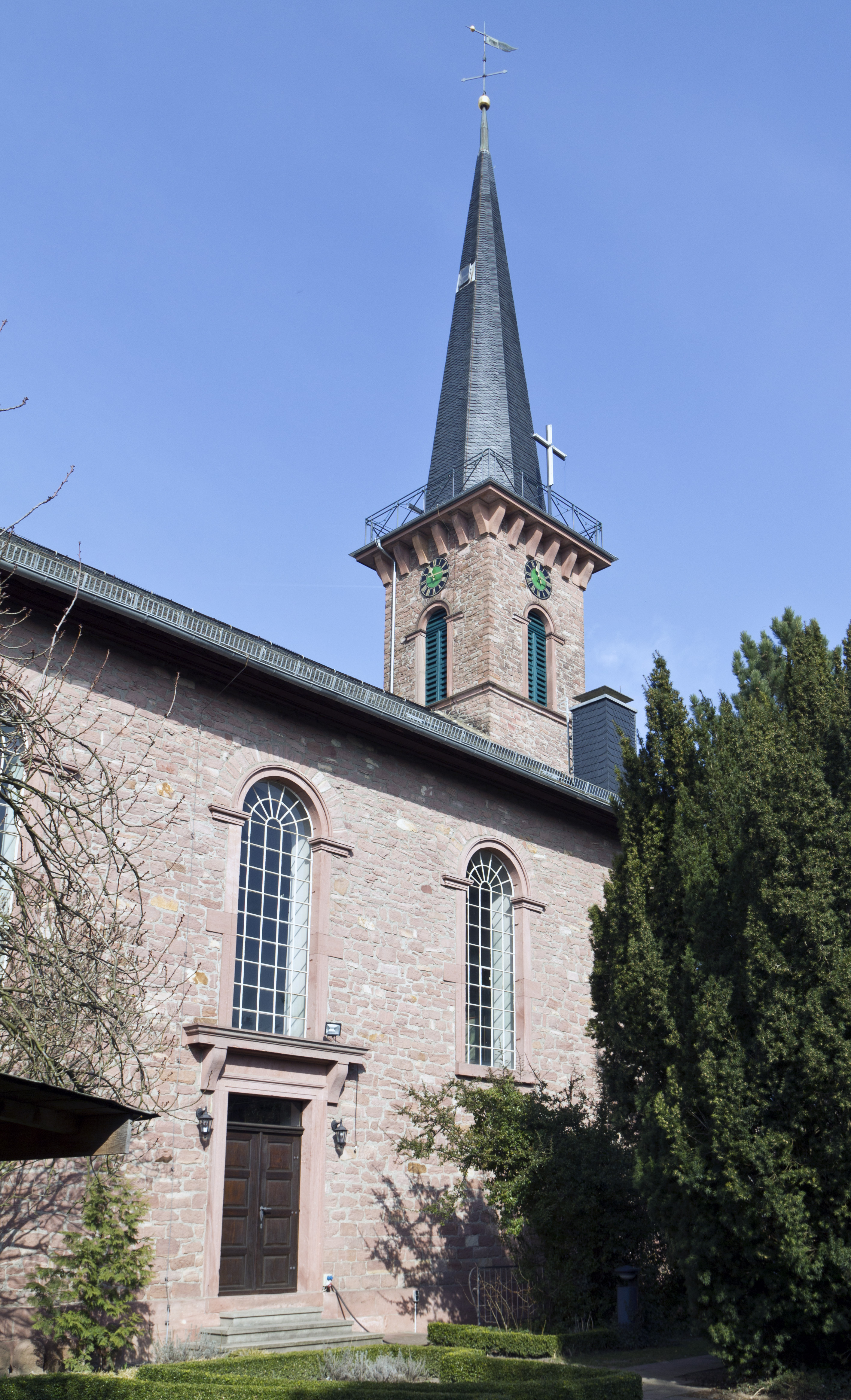
Evangelische Kirche

Am 31. März 1828 begannen die Arbeiten zum Rheindurchstich am „Geyer“ unter Leitung von Claus Kröncke, am 28. Februar 1829 wurde der Neurhein bei Erfelden eröffnet.
Am 26. Oktober 1834 wurde die neue Kirche von Erfelden, 1839 dort die aus der Abtei Amorbach stammende, renovierte Chororgel von 1705/6 eingeweiht.
Ab etwa 1850 begann die Auswanderung vieler Menschen nach Nordamerika. Teilweise wurde die Überfahrt von der Gemeinde finanziert, um die Armen loszuwerden.
Zur Jahreswende 1882/83 entstand das heute als Badestelle genutzte „Neujahrsloch“ durch einen Dammbruch, der zu einer Überflutung des Hinterlandes führte.
Nach dem Ersten Weltkrieg gehörte Erfelden 1918–1933 zum französisch besetzten Gebiet.
Als nach dem Zweiten Weltkrieg die Grenze zwischen der französischen (später: Rheinland-Pfalz) und der amerikanischen Besatzungszone (später: Hessen) gezogen wurde, wurde die Fahrrinne des Rheins als Grenzverlauf gewählt. Dadurch konnte die Kühkopf-Insel nicht mehr von den linksrheinischen Gemeinden Guntersblum und Gimbsheim in der französischen Besatzungszone verwaltet werden. In der Folge wurde der Kühkopf zum kleinen Teil in die Gemarkung Erfelden eingegliedert.
Erst nach dem Zweiten Weltkrieg verlor Erfelden seinen bäuerlichen Charakter und entwickelte sich zu einem vorwiegend durch Pendler ins Rhein-Main-Gebiet bewohnten Dorf.

### Schultheißen und Bürgermeister
| Name                            | Amtszeit                        | Anmerkung                                                       |
| ------------------------------- | ------------------------------- | --------------------------------------------------------------- |
| Scultetus Cunradus Hirzenbudel  | ca. 1255                        |                                                                 |
| Scultetus Jakobus               | ca. 1314                        |                                                                 |
| Heyl Rode                       | ca. 1394                        |                                                                 |
| Bechtolf von Erfelden           | 1413–1436                       |                                                                 |
| Hensen Henn                     | ca. 1447                        |                                                                 |
| Arnold Bechtolf                 | 1489–1509                       |                                                                 |
| Dreutel Kunz (Dreudeln Cüntz)   | 1509–1523                       |                                                                 |
| Kunzemann (Cuntzmann)           | 1526–1529                       |                                                                 |
| Contz Manns Velten              | ca. 1535                        |                                                                 |
| Hans Dreudell                   | 1545–1546                       |                                                                 |
| Dithrich Weytlingk              | 1549–1553                       |                                                                 |
| Hans Gundelsbach                | ca. 1563                        |                                                                 |
| Kilian Schmid (Chilian Schmidt) | 1578–1600                       |                                                                 |
| Kilian Schmidt d.Jung.          | 1609–1617                       |                                                                 |
| Michel Schmidt                  | 1617–1629                       |                                                                 |
| Hanns Kiech                     | 1639–1642                       |                                                                 |
| Vältin Rauch                    | ca. 1656                        |                                                                 |
| Wenig Hammann                   | ca. 1682                        |                                                                 |
| Johann Staden Hilderich         | 1693                            |                                                                 |
| Christian Möller                | 1695–1713                       |                                                                 |
| Peter Nold                      | 1713–1728                       |                                                                 |
| Johannes Müller                 | 1728–1756                       |                                                                 |
| Johann Wendel Müller            | 1756–1767                       |                                                                 |
| Hermann Dieter Pflüger          | 1767–1777                       |                                                                 |
| Johannes Heinrich Rupp          | 1777–1795                       |                                                                 |
| Johannes Schaad                 | 1795–1801                       |                                                                 |
| Philipp Jakob Schaad            | 1801–1821                       |                                                                 |
| Philipp Reinhardt               | 1821–1825                       |                                                                 |
| Johann Jakob Nold               | 1825–1848                       |                                                                 |
| Martin Müller                   | 1848–1856                       |                                                                 |
| Stadian Jakob Nold              | 1856–1865                       |                                                                 |
| Johannes Schäfer II.            | 1866–1898                       |                                                                 |
| Peter Schrimpf                  | 1898–1925                       |                                                                 |
| Philipp Schäfer II.             | 1925–1934                       |                                                                 |
| Johann Ludwig Nold              | 1934–1945                       |                                                                 |
| Ludwig Sahler                   | 23. März 1945–11. April 1945    | kommissarisch von der amerikanischen Besatzungsmacht eingesetzt |
| Peter Müller                    | 12. April 1945–31. Juli 1945    |                                                                 |
| Christoph Eberling              | 1. August 1945–11. Februar 1946 |                                                                 |
| Philipp Graulich                | 12. Februar 1946–1948           |                                                                 |
| Heinrich Reichard               | 1948–1960                       |                                                                 |
| Martin Roth                     | 1960–1976                       | letzter amtierender Bürgermeister Erfeldens                     |

## Bevölkerung

### Einwohnerstruktur 2011
Nach den Erhebungen des Zensus 2011 lebten am Stichtag dem 9. Mai 2011 in Erfelden 3861 Einwohner. Darunter waren 252 (6,5 %) Ausländer. Nach dem Lebensalter waren 753 Einwohner unter 18 Jahren, 1710 zwischen 18 und 49, 822 zwischen 50 und 64 und 572 Einwohner waren älter. Die Einwohner lebten in 1545 Haushalten. Davon waren 381 Singlehaushalte, 495 Paare ohne Kinder und 522 Paare mit Kindern, sowie 117 Alleinerziehende und 33 Wohngemeinschaften. In 243 Haushalten lebten ausschließlich Senioren und in 1140 Haushaltungen lebten keine Senioren.

### Einwohnerentwicklung
| • 1629: | 53 Hausgesesse            |
| • 1806: | 544 Einwohner, 76 Häuser  |
| • 1829: | 673 Einwohner, 81 Häuser  |
| • 1867: | 843 Einwohner, 123 Häuser |

| Erfelden: Einwohnerzahlen von 1791 bis 2018 | Erfelden: Einwohnerzahlen von 1791 bis 2018 | Erfelden: Einwohnerzahlen von 1791 bis 2018 | Erfelden: Einwohnerzahlen von 1791 bis 2018 | Erfelden: Einwohnerzahlen von 1791 bis 2018 |
| --- | ------------------------------------------- | ------------------------------------------- | ------------------------------------------- | ------------------------------------------- |
| Jahr |                                             |                                             |                                             | Einwohner                                   |
| 1791 | 1791                                        |                                             | 484                                         | 484                                         |
| 1800 | 1800                                        |                                             | 471                                         | 471                                         |
| 1806 | 1806                                        |                                             | 544                                         | 544                                         |
| 1829 | 1829                                        |                                             | 673                                         | 673                                         |
| 1834 | 1834                                        |                                             | 707                                         | 707                                         |
| 1840 | 1840                                        |                                             | 717                                         | 717                                         |
| 1846 | 1846                                        |                                             | 854                                         | 854                                         |
| 1852 | 1852                                        |                                             | 943                                         | 943                                         |
| 1858 | 1858                                        |                                             | 1.028                                       | 1.028                                       |
| 1864 | 1864                                        |                                             | 845                                         | 845                                         |
| 1871 | 1871                                        |                                             | 863                                         | 863                                         |
| 1875 | 1875                                        |                                             | 833                                         | 833                                         |
| 1885 | 1885                                        |                                             | 833                                         | 833                                         |
| 1895 | 1895                                        |                                             | 931                                         | 931                                         |
| 1905 | 1905                                        |                                             | 1.087                                       | 1.087                                       |
| 1910 | 1910                                        |                                             | 1.165                                       | 1.165                                       |
| 1925 | 1925                                        |                                             | 1.235                                       | 1.235                                       |
| 1939 | 1939                                        |                                             | 1.295                                       | 1.295                                       |
| 1946 | 1946                                        |                                             | 1.833                                       | 1.833                                       |
| 1950 | 1950                                        |                                             | 1.933                                       | 1.933                                       |
| 1956 | 1956                                        |                                             | 1.997                                       | 1.997                                       |
| 1961 | 1961                                        |                                             | 2.172                                       | 2.172                                       |
| 1967 | 1967                                        |                                             | 2.383                                       | 2.383                                       |
| 1970 | 1970                                        |                                             | 2.409                                       | 2.409                                       |
| 1980 | 1980                                        |                                             | ?                                           | ?                                           |
| 1990 | 1990                                        |                                             | ?                                           | ?                                           |
| 2001 | 2001                                        |                                             | 3.748                                       | 3.748                                       |
| 2011 | 2011                                        |                                             | 3.861                                       | 3.861                                       |
| 2015 | 2015                                        |                                             | 4.199                                       | 4.199                                       |
| 2018 | 2018                                        |                                             | 4.489                                       | 4.489                                       |
| Datenquelle: Historisches Gemeindeverzeichnis für Hessen: Die Bevölkerung der Gemeinden 1834 bis 1967. Wiesbaden: Hessisches Statistisches Landesamt, 1968. Weitere Quellen: ; nach 1970: Stadt Riedstadt: (webarchiv); Zensus 2011 |                                             |                                             |                                             |                                             |

### Historische Religionszugehörigkeit
| • 1829: | 633 lutheranische (= 94,06 %), 2 reformierte (= 0,30 %), 25 jüdische (= 3,71 %) und 13 katholische (= 1,93 %) Einwohner |
| • 1961: | 1605 evangelische (= 73,90 %), 536 römisch-katholische (= 24,68 %) Einwohner                                            |

## Verkehr
Der Erfelden nächstgelegene Bahnhof ist der Bahnhof Riedstadt-Goddelau an der Bahnstrecke Mannheim–Frankfurt am Main („Riedbahn“). Er wird stündlich von Regionalzügen bedient und ist Endpunkt der Linie S7 der S-Bahn Rhein-Main. Der Bahnhof liegt etwa 500 m östlich des Ortsrandes von Erfelden und in der Mitte zwischen den beiden Riedstädter Ortsteilen Erfelden und Goddelau. Bis 1977 trug er die Bezeichnung „Goddelau-Erfelden“.

## Wissenswert
Es gibt mehrere Gasthäuser und Kneipen in Erfelden, Hauptbetrieb in diesen ist im Frühjahr (durch die einheimischen wie auch auswärtigen Kühkopf-Besucher) und während der Kirchweih/Kerbezeit im Herbst, auch „Erweller Kerb“ genannt. Erfelden wird von vielen Wanderern und Radfahrern (Naturschutzgebiet Kühkopf) und Wassersportlern (Altrhein) besucht. Es gibt mehrere Bootshäuser (Ruder- und Paddelsport), zwei Yachtclubs sowie einen weiteren Yachthafen.
Am 27. Mai 2018 war der Richthofenplatz in Erfelden wieder, wie 2014, das Ziel der Fahrradroute der alle zwei Jahre stattfindenden Aktion „Der Kreis rollt“.